# La Fille au bracelet
Pour plus de détails, voir Fiche technique et Distribution.
La Fille au bracelet est un film de procès dramatique et psychologique français réalisé par Stéphane Demoustier, sorti en 2019. L'intrigue se développe autour d'une question classique : « qui a tué ? », sans pour autant se réduire à une œuvre de type whodunit.
Il s'agit d'une libre adaptation du film argentin Acusada, sorti en 2018. Apparence trompeuse, film américain de 2018, est également sur le même thème, l'affaire Amanda Knox, avec en plus un corps introuvable. Le point commun entre les trois films est le parti pris d'une adolescente presque innocente, en tout cas inconséquente.

## Synopsis
Le film s'ouvre sur une scène heureuse qui se passe sur une plage de l'Atlantique, en été : une famille de quatre personnes joue, quand soudain arrivent deux gendarmes qui emmènent la fille aînée âgée de seize ans, Lise Bataille. Celle-ci est accusée d'avoir poignardé à mort sa meilleure amie, Flora, au lendemain d'une fête donnée par celle-ci dans sa maison.
Par la suite, le film se concentre sur le procès de Lise en cour d'assises, qui se tient après deux ans d'instruction que la jeune fille a passés, d'abord en prison, puis sous surveillance électronique, avec bracelet à la cheville. Le spectateur ignore si elle est coupable ou innocente, et son opinion est amenée à évoluer au cours du passage des différents témoins à la barre.

## Fiche technique
Sauf indication contraire, les informations mentionnées dans cette section peuvent être confirmées par la base de données cinématographiques Unifrance,  présente dans la section « Liens externes ».
- Titre original : La Fille au bracelet
- Réalisation : Stéphane Demoustier
- Scénario : Stéphane Demoustier, librement adapté de Acusada, scénario de Ulises Porra et Gonzalo Tobal — mais sans que le réalisateur, Demoustier, l'ait vu : « C'est le coproducteur français de ce film qui m'a proposé d'adapter cette histoire à mon tour, explique Stéphane Demoustier. J'aime les films de procès, car la tension se crée autour de l'attente du verdict. Mais je ne voulais pas m'enfermer dans une mécanique. »[2]
- Décors : Catherine Cosme
- Costumes : Anne-Sophie Gledhill
- Photographie : Sylvain Verdet
- Montage : Damien Maestraggi
- Musique : Carla Pallone
- Production : Jean des Forêts, Cassandre Warnauts, Jean-Yves Roubin, Amélie Jacquis
- Sociétés de production : Petit Film, France 3 Cinéma, Frakas Productions
- SOFICA : Cofinova 14
- Sociétés de distribution : Charades, Le Pacte
- Pays de production : 87%  France, 13%  Belgique
- Langue de tournage : français
- Format : couleur — 1,66:1 — son Dolby Digital 5.1
- Genre : Drame et film de procès
- Durée : 96 minutes
- Dates de sortie :
  - Suisse : 8 août 2019 (Locarno)
  - France : 20 août 2019 (Angoulême) ; 12 février 2020 (en salles)

## Distribution
- Mélissa Guers : Lise Bataille
- Roschdy Zem : Bruno Bataille, le père de Lise
- Chiara Mastroianni : Céline Bataille, la mère de Lise
- Anaïs Demoustier : l'avocate générale
- Annie Mercier : l'avocate de Lise
- Paul Aïssaoui-Cuvelier : Jules Bataille, le frère de Lise
- Pascal-Pierre Garbarini : le président du tribunal
- Mikaël Halimi : Nathan
- Léo Moreau : Diego
- Carlo Ferrante : l'avocat des parties civiles
- Vincent Colombe : l'expert ADN
- Anne Paulicevich : la mère de Flora
- Jean-Louis Dupont : le grand-père de Flora
- Xavier Maly : le légiste
- Enola S. Cluzeau : le père de Diego

## Tournage
Le tournage s'est déroulé sur 32 jours entre janvier et mars 2018 en Loire-Atlantique. Les scènes de procès sont tournées au palais de justice de Nantes tandis que la scène d'ouverture sur la plage est tournée à La Bernerie-en-Retz.

## Accueil

### Critique
Avec une note moyenne de 3,8/5 sur Allociné, La Fille au bracelet a été particulièrement bien accueilli par la presse française.
La performance de l'actrice principale, Mélissa Guers, n'a pas échappé au quotidien La Croix : « Visage impassible, fragilité profondément enfouie derrière son masque d’indifférence, Melissa Guers impressionne dans le rôle de Lise. »
Pour Les Fiches du cinéma, c'est un « long métrage très réaliste » qui « réussit à maintenir la tension grâce à une mise en scène sans chichi et des acteurs très impliqués ».

## Analyse
« En fait, le spectateur vit le procès comme s'il était lui-même juré, déclare le réalisateur, il n'a accès qu'à la vérité qui est exposée face à la Cour. Il n'y a pas de rebondissement qui ferait surgir la vérité. Chacun a la liberté d'investir cette histoire comme il l'entend, moi je n'impose rien, je ne voulais surtout pas être omniscient. »
Finalement, une des questions qui se posent est « qui est réellement Lise? ». Car cette dernière assiste à son procès de loin, murée dans une sorte d'indifférence à ce qui se dit sur elle, et refuse d'entrer dans le rôle qu'on attend d'une accusée. Dès lors, pour Demoustier, « Lise ne se conforme jamais à l'attitude qu'on attend d'elle, ce qui peut dérouter. Mais pour moi, à partir du moment où les personnages ont leurs raisons, ils n'ont pas besoin d'être sympathiques ». Le film s'organise donc moins sur le meurtre que sur la part secrète de cette adolescente que tout le monde peine à cerner.
Centré sur le procès — le spectateur quitte rarement la salle d'audience — le film ne se résume cependant pas à une intrigue du genre whodunit. Le film interroge aussi le fossé des générations (des adultes qui jugent une adolescente) et la solitude des personnages. Pour le réalisateur, ce film est au fond  « un portrait en creux d'une jeune fille de 17 ans, observée par les autres comme un continent étranger et incompris des générations plus âgées. C'est ce mystère-là que je voulais partager ».
Voir les deux films, La Fille au bracelet et Acusada, amène une réflexion sur les variations sur un même thème, d'autant qu'ils sont contemporains (2018 et 2019). Les deux films ont une sensibilité très différente, puisque l'un est centré sur les sentiments de la jeune fille et de son père, et l'autre est davantage centré sur la machine judiciaire. La thématique principale est le sentiment des personnages. Une thématique sous-jacente est celle, classique, de la vindicte populaire (au temps des réseaux sociaux), confrontée à la nécessité de maintenir l'ordre public (surveiller et punir). Par définition le rôle de la jeune fille ne peut être tenu que par une jeune fille mais comment diriger ce rôle ? Au contraire, par définition, le rôle du père de l'accusé doit être tenu par un comédien très expérimenté, mais il doit maintenir un équilibre subtil pour faire ressortir toute l'intensité de son rôle sans occulter le rôle titre (celui de la jeune fille). Le réalisateur Stéphane Demoustier insiste sur le rôle de l'accusatrice (le Ministère public), ce commentaire du réalisateur montre que ce « second rôle » est peut-être lui aussi un « premier rôle ». Il se pourrait que ce soit le thème lui-même qui impose un traitement abolissant la hiérarchie de « premier rôle » et « second rôle » sans toutefois faire un film choral, qui serait hors-sujet.
C'est pourquoi ce thème se prête à des adaptations au cinéma, au théâtre, en concours d'éloquence et en milieu scolaire, comme ce fut le cas pour La Journée de la jupe (2008).

## Distinctions

### Récompense
- César 2021 : Meilleure adaptation

### Nomination
- César 2021 : Meilleur espoir féminin pour Mélissa Guers